# 15-см важка гаубиця М.15
15-см важка польова гаубиця М.15 (нім. 15 cm schwere Feldhaubitze M. 15) стояла на озброєнні Ц. к. артилерії Збройних сил Австро-Угорщини під час 1-ї світової війни. Вироблялась компанією "Škoda" впродовж 1916-1918 років у кількості 57 штук.

## Історія
15-см гаубиця М.15 була розроблена під набої гаубиці М.14, але мала більшу за неї дальність стрільби. Після Аншлюсу Австрії, захоплення Чехословаччини 1939 потрапили на озброєння Вермахту як 15 cm schwere Feldhaubitze 15(t) (чеські) і 15 cm schwere Feldhaubitze 15(ö) (австрійські). Перебували на озброєнні до 1941 року.
Після завершення радянсько-фінської війни 20 гаубиць закупила Фінляндія (150 H/15) для озброєння 21, 22, 28 дивізіонів важкої артилерії. Були зняті з озброєння до завершення нової війни 1944 з СРСР і розміщені у фортифікаціях.